# Upper Niumi
Upper Niumi är ett distrikt i Gambia. Det ligger i regionen North Bank, i den västra delen av landet, 27 km öster om huvudstaden Banjul. Antalet invånare var 30 880 vid folkräkningen 2013. De största orterna då var Fass Omar Chaho, Chilla, Pakau Njogu, Albreda, Medina Sedia, Sitanunku, Nema Kunku, Tuba Kolong, Aljamdou och Kerr Cherno Baba.